# James A. McDougall
James A. McDougall (Bethlehem, 1817. november 19. – Albany, 1867. szeptember 3.) az Amerikai Egyesült Államok szenátora (Kalifornia, 1861–1867).